# Cyrtillus albofasciatus
Cyrtillus albofasciatus là một loài bọ cánh cứng trong họ Cerambycidae.